# Randusari (Doro)
Randusari is een bestuurslaag in het regentschap Pekalongan van de provincie Midden-Java, Indonesië. Randusari telt 1120 inwoners (volkstelling 2010).